# Douglas Wood
Douglas Kenneth (Doug) Wood (ur. 30 stycznia 1966 w Wingham w prowincji Ontario) – kanadyjski lekkoatleta, tyczkarz.
Na Igrzyskach Panamerykańskich w Hawanie w 1991 zdobył srebrny medal z wynikiem 5,35 m. Czterokrotnie był mistrzem Kanady (1989, 1990, 1991, 1993). Uczestniczył w Igrzyskach Olimpijskich w Barcelonie w 1992 (5,20 m – 24. miejsce).
Swój halowy rekord życiowy (5,65 m) ustanowił 14 marca 1992 w Winnipeg. Jego rekord życiowy na otwartym stadionie który wynosi 5,61 m, został ustanowiony 14 lipca 1991 w Arnhem.